# تپه رباط (کلات)
تپه رباط مربوط به سده‌های میانی اسلامی است و در شهرستان کلات واقع شده و این اثر در تاریخ ۲۴ خرداد ۱۳۹۰ با شمارهٔ ثبت ۳۰۲۹۵ به‌عنوان یکی از آثار ملی ایران به ثبت رسیده است.